# 賽克隆 (密蘇里州)
賽克隆（英語：Cyclone）是位於美國密蘇里州麥克唐納縣的非建制地區。

## 歷史
賽克隆的郵局於1883年設立，其後於1955年停運。

## 地理
賽克隆所處的海拔為高於海平面281米（即922英呎），而該地所採用的時區為UTC-6，即北美中部時區（CST）。同時該地設有夏令時間，為UTC-6調快一小時，即UTC-5（CDT）。